# Mezőörs
Mezőörs è un comune di 998 abitanti situato nella contea di Győr-Moson-Sopron, nell'Ungheria nordoccidentale.